# Lunar Reconnaissance Orbiter

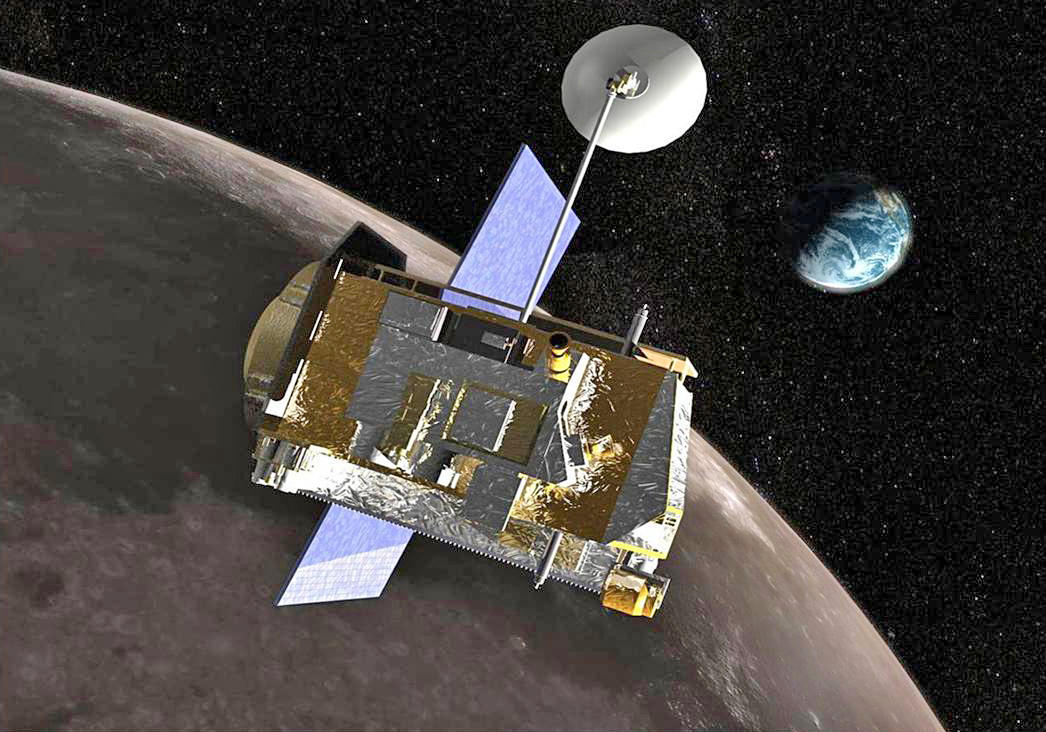
Sonda LRO (concepció artística).

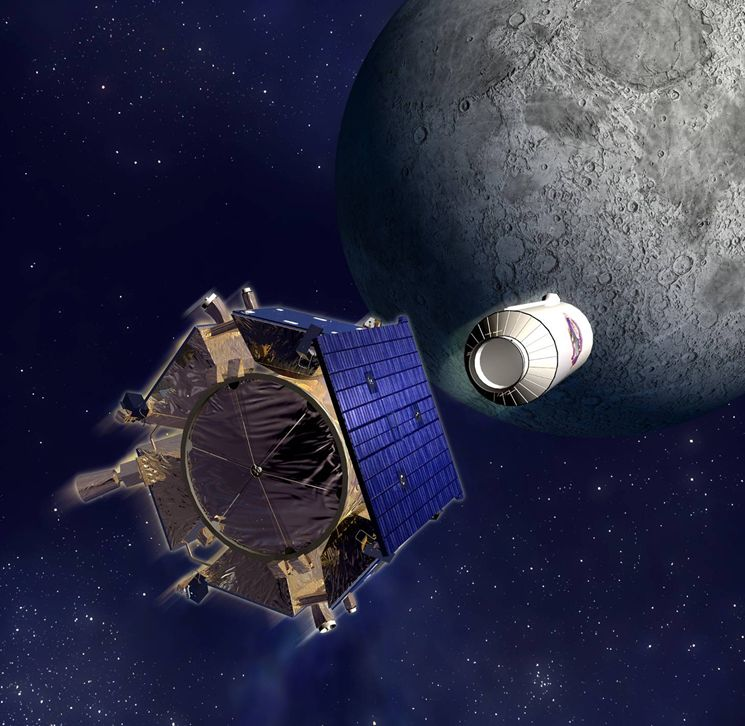
LCROSS.

El Lunar Reconnaissance Orbiter (LRO o Orbitador de Reconeixement Lunar) és una sonda espacial robòtica estatunidenca, llançada cap a la Lluna. El llançament inicial del Lunar Precursor Robotic Program, part del programa Vision for Space Exploration, va ocórrer el 18 de juny de 2009, sent la primera missió lunar dels Estats Units d'Amèrica en més de deu anys. Per dur a terme els objectius de la «Visió», incloent-hi l'explotació humana de la Lluna, el LRO s'ha posat en òrbita del satèl·lit, fent la prospecció dels recursos lunars i identificant-hi possibles llocs d'allunatge. El mòdul orbital és capaç de crear un mapa tridimensional de la superfície lunar i ha enregistrat les primeres imatges dels equipaments del programa Apollo deixats al satèl·lit.
L'Atlas V, vehicle llançador del LRO, també va transportar el Lunar Crater Observation and Sensing Satellite (LCROSS), el qual va ser projectat per detectar aigua alliberada quan el propulsor del primer tram del vehicle llançador va impactar contra un cràter lunar. Junts, LCROSS i LRO formen l'avantguarda del Lunar Precursor Robotic Program, que marca el retorn de la NASA a la Lluna.

## Missió
El 23 de juny de 2009, el Lunar Reconnaissance Orbiter va entrar en òrbita al voltant de la Lluna després d'un viatge de quatre dies i mig des de la Terra. Quan es va llançar, la nau espacial estava dirigida a un punt per davant de la posició de la Lluna. Durant el viatge es va requerir una correcció de mig curs per tal que la nau espacial entrés correctament en l'òrbita lunar. Una vegada que la nau espacial va arribar a l'extrem de la Lluna, el seu motor de coets es va engegar per tal de ser capturat per la gravetat de la Lluna en una òrbita lunar el·líptica. Una sèrie de quatre enceses de coets durant els següents quatre dies van posar el satèl·lit en la seva òrbita en fase de posada en funcionament on es va posar a prova cada instrument en línia. El 15 de setembre de 2009, la nau espacial va començar la seva missió primordial orbitant la Lluna a uns 50 km durant un any. Després de completar la seva fase d'exploració d'un any, el setembre de 2010, LRO va ser lliurada a la Direcció de la Missió Científica de la NASA per continuar amb la fase científica de la missió. Continuà en la seva òrbita circular de 50 km, però finalment es passà a una òrbita el·líptica per conservar el combustible durant la resta de la missió.
La missió LCROSS de la NASA va culminar amb dos impactes lunars a les 11:31 i les 11:36 UTC del 9 d'octubre. L'objectiu de l'impacte va ser la recerca d'aigua al cràter Cabeus a prop del pol sud de la Lluna i els resultats preliminars van indicar la presència d'aigua i hidroxil, un ió relacionat amb l'aigua.
El 4 de gener de 2011, l'equip d'instruments Mini-RF del Lunar Reconnaissance Orbiter (LRO) va trobar que el transmissor de radar Mini-RF havia patit una anomalia. La Mini-RF ha suspès les operacions normals. Tot i no poder transmetre, l'instrument s'utilitza per recopilar observacions de radar bistàtiques mitjançant transmissions de radar des de la Terra. L'instrument Mini-RF ja ha complert els seus criteris d'èxit de la missió científica recopilant més de 400 tires de dades de radar des de setembre de 2010.
El gener de 2013, la NASA va provar la comunicació làser amb un sol sentit amb LRO enviant una imatge de La Gioconda a l'instrument LARB Orbiter Laser Altimeter (LOLA) del LRO des de l'estació Next Generation Satellite Laser Ranging (NGSLR) del Centre de vol espacial Goddard de la NASA. a Greenbelt, Md.
Al maig de 2015, l'òrbita de LRO es va modificar fins a volar a 20 km per sobre del pol sud de la Lluna, permetent obtenir dades de resolució més alta a partir dels altímetres làser Orbiter Làser (LOLA) i els instruments Diviner sobre els cràters permanentment ombrejats.
El 2019, LRO va trobar el lloc de l'accident del vehicle lunar indi Vikram.